# Arneis

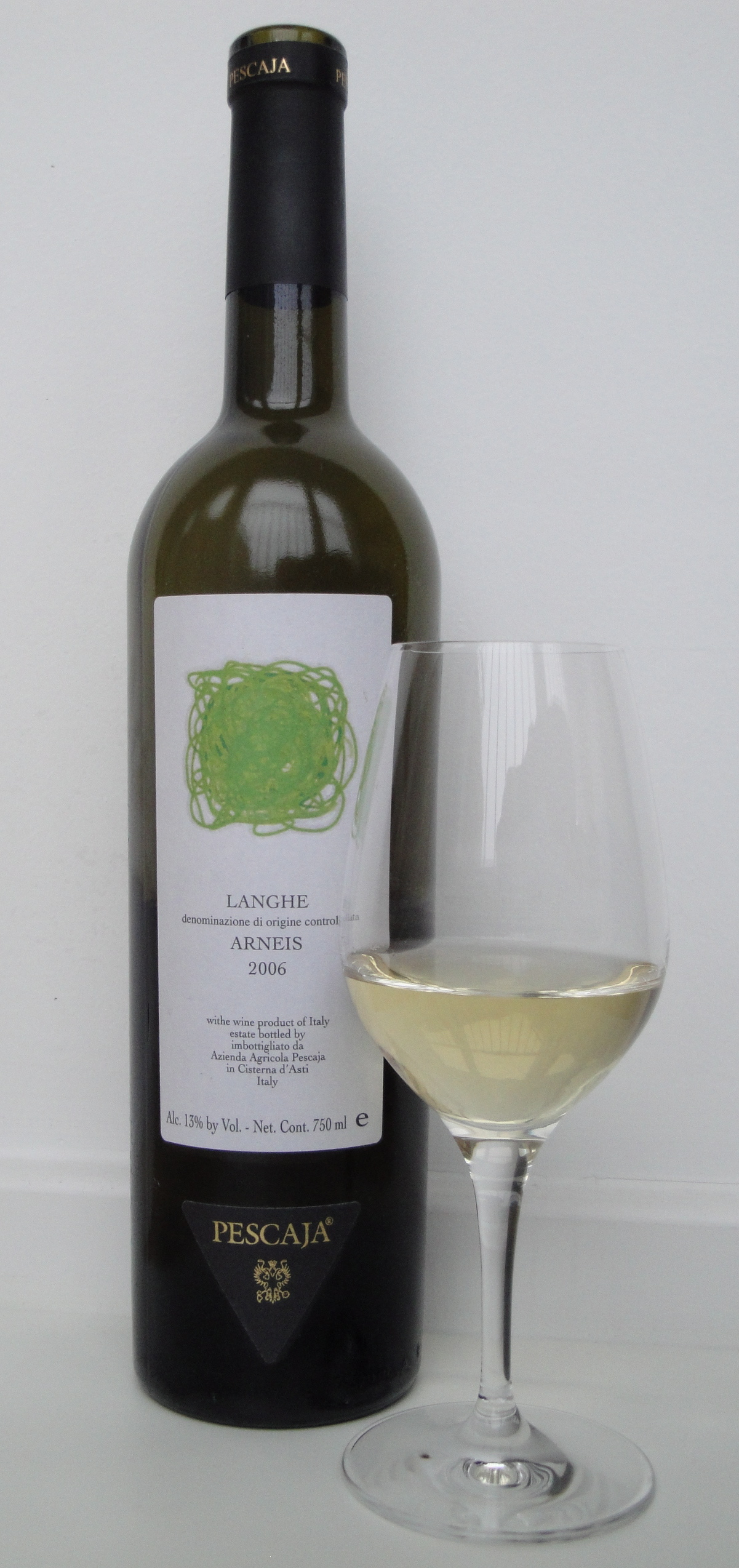
Langhe Arneis.

L'arneis (parfois surnommé « le petit difficile ») est un cépage italien de raisins blancs.

## Origine et répartition géographique
Il provient du nord de l’Italie. Au XVe siècle, il était connu sous les noms de renesium et dornesio.
Il est classé cépage d'appoint en DOCG Roero et en DOC Langhe. Il est classé recommandé en province de Cuneo de la région Piémont. En 2002, il couvrait 428 ha.

## Caractères ampélographiques
- Extrémité du jeune rameau cotonneux blanc à liseré carminé.
- Jeunes feuilles duveteuses, vert jaunâtre.
- Feuilles adultes, à 3 - 5 lobes avec des sinus supérieurs en lyre avec souvent une dent au fond du sinus,  un sinus pétiolaire en V ouvert, des dents anguleuses, moyennes, un limbe aranéeux.

## Aptitudes culturales
La maturité est de troisième époque : 30 jours après le chasselas.

## Potentiel technologique
Les grappes et les baies sont de taille moyenne. La grappe est cylindrique et ailée. Le cépage est de bonne vigueur et d'une production abondante.
Les vins sont frais et fruités avec des arômes d'amandes, pommes, poires et melons mais manquent souvent d'acidité. 

## Synonymes
L'arneis est connu sous les noms de barolo bianco, bianchetta, bianchetto, bianchetto di Verzuelo, nebbiolo bianco